# 李永吉
李永吉（1955年—），朝鮮民主主義人民共和国軍人、朝鲜劳动党中央政治局委员、朝鲜劳动党中央军事委员会委员。官至朝鮮人民軍总参謀長，人民军次帅军衔，现任党中央委员会书记，党中央军事委员会副委员长。

## 生平
据韩国统一部对其早年经历的记载，李永吉在1998年7月，当选为最高人民会议第十届议员。在2002年4月，晋升中将。在2003年8月，最高人民会议第十一届代议员。2003年9月，担任第3軍團长。2009年3月，当选最高人民会议第十二届代议员。2010年9月，当选党中央委员会委员。2011年12月，担任金正日治丧委员会委员。2012年4月，担任駐屯江原道的第5軍團军长、朝鮮人民軍總參謀部作战局局長。2013年8月25日，朝鮮勞動黨中央軍事委員會扩大会議解除在3月担任人民军总参谋长的金格植，由李永吉接任总参謀長，同時上将晋升为大将。他在2013年8月29日朝鲜《劳动新闻》报道金正恩视察军事部门时，姓名排列顺序排在第5位的人民武力部長张正男之前，在朴凤柱、崔龙海、张成泽之后，因此韩方推测李永吉可能被任命为总参谋长。。同年10月10日的朝鮮劳动党創建68周年的朝鲜中央通讯社報道中，李永吉的朝鮮人民軍总参謀長职务得到正式证实。
同年12月14日，朝鲜中央电视台報道金国泰的葬儀委員会成员中，他排名在葬儀委員長金永南、朴凤柱、崔龙海之后，位列第4。
据韩联社2016年2月10日消息，李永吉在2月初以“宗派分子和专权腐败”的罪名遭处决。消息人士称，2月2-3日朝鲜劳动党中央委员会与朝鲜劳动党中央军事委员会联合扩大会议在平壤举行，李永吉很可能在会议之后不久便被处决。除在上述会议上，8日在平壤举行的军民共庆朝鲜“射星”成功的活动上，李永吉亦未曾露面，由此引发李永吉可能已被撤换的猜疑。
然而，2016年5月召开的朝鲜劳动党第七次代表大会上，先前传闻“被处决”的李永吉被选为朝鲜劳动党中央政治局候补委员。根据朝鲜官方媒体配发的照片，其已从原来的大将军衔被降为上将军衔。
2017年4月15日，李永吉被重新授予大将军衔。2018年，李永吉官复原职，重新担任朝鲜人民军总参谋长。2019年9月再次卸任，由朴正天继任。约在2021年初被任命为社会安全相，2021年6月改任国防相。
2022年4月15日，被授予朝鲜人民军次帅军衔。
2023年1月1日，朝鲜劳动党第八届中央委员会第六次全体会议任命李永吉为党中央委员会书记，党中央军事委员会副委员长。 同年8月9日，朝鲜劳动党第八届中央军事委员会第七次扩大会议举行，再次出任朝鲜人民军总参谋长。
2024年12月17日，韩国对参与朝俄军事合作以及支持俄罗斯对乌克兰战争的11名个人和15名法人实施制裁，并将李永吉列入制裁名单，新制裁于12月19日生效。